# 都留市営楽山球場
都留市総合運動公園楽山球場（つるしえいらくやまきゅうじょう）は山梨県都留市の所有する野球場である。都留文科大学との共用施設。1985年10月開場。内野側はベンチ席、外野は芝生席となっている。硬式野球を行なうには充分な広さの上、スコアボードもパネル式ではあるが得点だけでなく選手の表示もできるため、地域の野球大会だけでなく関甲新学生野球連盟の主催する大会も行なわれたことがある。ただし高校野球の県予選に使用されたことはない。
2025年からベースボール・チャレンジ・リーグ（ルートインBCリーグ）に参加する山梨ファイアーウィンズのホーム球場の一つで、初年度は3試合を実施する予定である。

## アクセス
- 富士山麓電鉄大月線都留文科大学前駅